# Nakielno (wieś w województwie zachodniopomorskim)
Nakielno – wieś w Polsce położona w województwie zachodniopomorskim, w powiecie wałeckim, w gminie Wałcz, nad jeziorem Bytyń Wielki.

## Historia
Miejscowość pierwotnie związana była z Zachodnim Pomorzem oraz Wielkopolską. Ma metrykę średniowieczną i istnieje co najmniej od połowy XIV wieku. Wymieniona w dokumencie zapisanym po łacinie z 1349 pod nazwą Nakel, 1462 Nakyelna, 1532 Nakyel, 1556 Nakyelno.
Istnieją również niepotwierdzone teorie o wcześniejszym istnieniu wsi. Niemiecki historyk F. Schultz dowodził, że w Landbuchu z 1337 osadzie Nakielno odpowiadała nieznana obecnie osada Neu-Strubenow. Została ona odnotowana w łańcuchu wsi w miejscu, w którym logicznie biorąc powinno znaleźć się Nakielno. Wieś ta leżała w ziemi bytyńskiej, liczyła 60 łanów oraz 4 łany uposażenia dla parafii. Nieznane są źródła z jakich autor zaczerpnął informacje, że wieś była pierwotnie własnością joannitów oraz, że w miejscowym kościele znajdowała się inskrypcja z 1509. Pomiędzy XVI i XX wiekiem kościół był kilkakrotnie przebudowywany i napis ten nie zachował się do dziś.
W 1337 miejscowość należała prawdopodobnie do ziemi bytyńskiej. W 1563 leżała w powiecie wałeckim Korony Królestwa Polskiego. Od 1349 była siedzibą własnej parafii.
W 1349 wieś Nakielno liczyła 60 łanów, w tym pewną liczbę łanów wolnych, które miały 10 lat wolnizny czyli zwolnienia od obciążeń podatkowych. Miejscowość była wsią szlachecką. W 1462 właścicielem Nakielna oraz wsi Hermansdorf był Jurga Colm. W 1532 właściciel Maciej Tuczyński de Wedel odstąpił swoim synom Krzysztofowi oraz Stanisławowi miasto Tuczno wraz z należącymi do niego wsiami, a w tym m.in. Nakielno. W 1556 Katarzyna Tuczyńska wdowa po Macieju była panią wienną w Nakielnie. Miejscowość odnotowano przy okazji procesu sądowego w latach 1561-1562 kiedy Krzysztof oraz Stanisław Tuczyńscy pozwali mieszczan z Wałcza z powodu zniszczenia barci w miejscu pustym (łac. fundum desertum) zwanym Okunko w Nakielnie.
W 1599 Stanisław z Kalinowy Zaremba oddał prawem lennym Marcjanowi Kwiatkowskiemu całe „fundum” zwane Wysoki Ostrów lub Bytyń na jeziorze Bytyńskim, które prawdopodobnie było dawnym grodziskiem leżącym obok wsi Nakielno. Odtąd obowiązki lenne przejął Marcjan Kwiatkowski wasal w Tucznie.
Wieś odnotowały historyczne rejestry podatkowe. W 1563 w miejscowości miał miejsce pobór podatków od 24 łanów oraz od 4 zagrodników. W 1577 wdowa po Krzysztofie Tuczyńskim zapłaciła pobór ze swojej części Nakielna od 23 półłanków oraz dwóch karczm dorocznych. W 1579 Anna Tuczyńska zapłaciła ze swojej części Nakielna od 7 całych śladów roli, od 5 zagrodników, 5 komorników, od 2 owczarzy oraz od kowala.
W 1628 z funduszy Tuczyńskich wzniesiono drewniany kościół parafialny św. Wawrzyńca. Do parafii nakielskiej należały wsie: Stręczno, Dykowo, Harmsdorf i Prusinowo Wałeckie. W 1641 ponownie odnotowano kościół oraz to, że pleban miał w uposarzeniu jeden łan roli.
W wyniku I rozbioru Polski w 1772, miejscowość przeszła w posiadanie Prus i znalazła się w zaborze pruskim. W 1944 w okresie III Rzeszy miejscowość nosiła niemiecką nazwę Klein Nakel. 
W latach 1975–1998 miejscowość administracyjnie należała do województwa pilskiego.
W miejscowości ma siedzibę zespół piłkarski LZS Bytyń Nakielno, który obecnie występuje w A-klasie, w grupie koszalińskiej III.
W miejscowości działało Państwowe Gospodarstwo Rolne – Zakład Rolny Nakielno wchodzący w skład Państwowego Gospodarstwa Rolnego „Biorol” w Wałczu.